# Dermanura cinerea
Dermanura cinerea é uma espécie de morcego da família Phyllostomidae. Pode ser encontrada na Bolívia, Brasil, Peru, Equador, Colômbia, Venezuela, Guina, Suriname, Guiana Francesa e Trinidad e Tobago.